# Алкохолен градус
Алкохолен градус (означение °), наричан също обемен процент (об. %, vol % или % vol), е единица за измерване на съдържанието на етилов спирт в алкохолна напитка, и се изразява чрез отношението на обема на етанола към общия обем на течността. Измерва се при температура на течността 20 °С. Измерването в обемни проценти се използва в цял свят. Международната организация по законодателна метрология (МОЗМ) публикува таблици за плътността на смесите вода–етанол при различни концентрации и температури.
За измерване на алкохола по-рядко се ползва и масов процент, който е отношение на масата на разтворения етанол към общата маса на течността. Тъй като алкохолът има различна плътност от водата, масовият и обемният процент се различават. Приблизителните формули за връзка между масови и обемни проценти са:
масов % = 0,78924 · обемен %
обемен % = 1,26704 · масов %

## Обичайни стойности
| Напитка                 | Обемни проценти                        |
| ----------------------- | -------------------------------------- |
| Плодов сок              | 0 – 0,09 %                             |
| Безалкохолна бира       | 0 – 0,5 % (обикновено 0,4 – 0,6 %)     |
| Квас                    | 0,05 – 1,5 %                           |
| Кефир                   | 0,2 – 2,0 %                            |
| Боза                    | 1 %                                    |
| Бира                    | 2 – 12 % (обикновено 4 – 6 %)          |
| Сайдер                  | 2 – 12 % (обикновено 4 – 8 %)          |
| Малц ликьор             | 5 % +                                  |
| Медовина                | 8 – 16 %                               |
| Вино                    | 9 – 16 % (обикновено 12,5 – 14,5 %)    |
| Десертно вино           | 14 – 25 %                              |
| Саке                    | 15 %                                   |
| Вермут                  | 14,5 – 21,9 %                          |
| Шери, Портвайн, Самос   | 15 – 22 %                              |
| Ликьор                  | 11 – 55 %                              |
| Ликьорно вино           | 15,5 – 20 % (18 – 22 % в Европа)       |
| Битер                   | 28 – 45 %                              |
| Водка                   | 35 – 95 % (обикновено 40 %)            |
| Ром                     | 37,5 – 80 % (обикновено 40 %)          |
| Бренди                  | 35 – 60 % (обикновено 40 %)            |
| Грапа                   | 37,5 – 60 %                            |
| Узо                     | 37,5 %+                                |
| Палинка                 | 37,5 – 86 % (обикновено 52 %)          |
| Кашаса                  | 38 – 54 %                              |
| Сотол                   | 38 – 60 %                              |
| Джин                    | 37,5 – 50 %                            |
| Шотландско (скоч) уиски | 40 – 63,5 %                            |
| Уиски                   | 40 – 68 % (обикновено 40, 43 или 46 %) |
| Ракия                   | 40 – 86 %                              |
| Мастика                 | 47 %                                   |
| Маотай                  | 43 – 53 %                              |
| Абсент                  | 45 – 89,9 %                            |
| Сентербе                | 70 %                                   |

## Връзка с други единици

### В Руската империя
В Русия през XIX век алкохолното съдържание на напитките се е измервало в две единици:
- градус Хес (единица, формулирана от руския химик и лекар Герман Хенри Хес (07.08.1802 Женева, Франция – 30.11.1850 Санкт Петербург, Русия) и
- градус Тралес (днешният алкохолен градус, об. %), на името на немския физик и математик Йохан Георг Тралес (15.10.1763 Хамбург, Германия 19.11.1822 Лондон, Англия).

Руският учен-енциклопедист Дмитрий Иванович Менделеев показва, че това, което Тралес приема за алкохол, е само 88,55 % воден разтвор на спирт. Така 40-градусова напитка по Тралес съответства на съдържание на чист спирт 35,42 % по Менделеев.
Основната акцизна мярка за алкохолно съдържание се е наричала полугар (38 % спирт, 0 градуса по Хес).
Заедно с полугара, вече към 1839 – 1843 г., са се продавали още няколко сорта „вина“ (водки):
| Название           | Градус Хес | Процент алкохол |
| ------------------ | ---------- | --------------- |
| Полугар            | 0          | 38              |
| Пенливо вино       | 20         | 44,25           |
| Трипробно вино     | 33⅓        | 47,4            |
| Четирипробен спирт | 50         | 56              |
| Двоен спирт        | 100        | 74,7            |

Градусът Хес показва не съдържанието на алкохол, а броя кофи с вода с температура +12,44 °R (градуси по Реомюр, +60 °F, +15,56 °C), които трябва да се добавят към 100 кофи тестван алкохол, за да се получи полугар, определен като 38 % алкохол.

### В англоезичните държави
Съществува и стара английска система за определяне на алкохолния градус с единицата пруф (англ. proof). В САЩ 100 proof е равно на 50 об. %. По британската дефиниция съотношението британски градус (proof) / обемен процент е от около 7/4 до 8/4, т.е. 80 proof е 40 об. %. Опитно е установено, че във Великобритания до 1980 г. 100 proof = 57,15 об. % и съответства на отношение на обема на чистия спирт към обема на сместа 4/7. От 1980 г. единицата пруф не се използва.

### Във Франция
Във Франция обемният процент на алкохола често се нарича „градус на Гей-Люсак“ (по името на химика Жозеф Луи Гей-Люсак), въпреки че има малка разлика, тъй като конвенцията на Гей-Люсак използва международната стандартна атмосферна стойност за температурата 15 °C (а не 20 °C).